# هبة سليم
هبة عبد الرحمن سليم عامر (1947 - 1974)، تعتبر أخطر جاسوسة جندت من قبل الموساد أثناء دراستها بالعاصمة الفرنسية باريس، ونجحت في تجنيد المقدم مهندس الصاعقة فاروق عبد الحميد الفقي الذي كان يشغل منصب مدير مكتب قائد سلاح الصاعقة المصري العميد آنذاك نبيل شكري ورئيس الفرع الهندسي لقوات سلاح الصاعقة في بداية عقد السبعينيات، وقد أمدها بمعلومات سرية جدًا عن خطط الجيش الدفاعية ولا سيما حائط الصواريخ التي كانت تحمي العمق المصري. وأنتج فيلم الصعود إلى الهاوية والذي تستند أحداثه إلى قصتها. ألقي القبض عليها من قبل رفعت جبريل لتكون بذلك أشهر قضية عمل بها.

## نشأتها
عاشت هبة حياة مرفهة، في بيت أسرتها الفاخر الكائن في ضاحية المهندسين الراقية، تقضي معظم وقتها في نادي “الجزيرة” الشهير، وسط مجموعة من صديقاتها اللائي لم يكن يشغلهن حينذاك سوى آخر صيحات الموضة. لم تكن هبة قد تجاوزت العشرين من عمرها عندما وقعت نكسة حزيران 1967، وكانت قد حصلت على شهادة الثانوية العامة، في عام 1968 ألحت على والدها الذي كان يعمل وكيلا لوزارة التربية والتعليم، في السفر إلى باريس لإكمال تعليمها الجامعي، وأمام ضغوط الفتاة، وافق الأب من دون أن يخطر على باله ولو للحظة واحدة، ما سوف تتعرض لهُ ابنته في فرنسا، في البداية كانت تسعى للحصول على وظيفة لدى السفارة المصرية في باريس ولكنهم رفضوا توظيفها وحاولت لدى الملحق العسكري وقوبل طلبها بالرفض.

## تجنيدها
جمعتها مدرجات الجامعة بفتاة يهودية من أصول بولندية وأعطتها زميلتها البولندية فكرة عن الحياة في إسرائيل وأنهم ليسوا وحوشا وأنهم يكرهون الحرب وأنهم يريدون فقط الدفاع عن مستقبلهم ومستقبل أجيالهم القادمة ويريدون الأمان، وجُندت لصالح المخابرات الإسرائيلية.
وقد كان لها أستاذ بالجامعة فرنسي الجنسية. اقنعها بالالتحاق بجامعة السوربون بفرنسا لاكمال دراسة اللغة الفرنسية. وقال لها انه سوف يسهل لها الاجراءات. وقد كانت هذه هي نقطة البداية.
وقد كانت من الذكاء. ان استطاعت بنشاطها في فرنسا ان تمد فترة اقامتها من بضعة اسابيع للدراسة إلى عامين كاملين. وفي هذه الفترة جُندت للموساد تدريجيا. حيث كانت فرنسا في هذا الوقت مليئة بعناصر الموساد السرية.
في أول أجازة لها في مصر كانت مهمتها الأساسية تنحصر في تجنيد فاروق الفقي الذي كان يلاحقها ووافقت علي خطوبته وبدأت تسأله عن مواقع الصواريخ الجديدة التي وصلت من روسيا. وكانت ترسل كل المعلومات التي حصلت عليها إلى باريس واستطاعت تجنيده ليصير عميلاً للموساد وتمكن من تسريب وثائق وخرائط عسكرية بها منصات الصواريخ «سام 6» المضادة للطائرات.

## تجنيد المقدم فاروق الفقي
روت هبة ذات يوم لضابط الموساد الإسرائيلي عن المقدم مهندس فاروق عبد الحميد الفقي الضابط في الجيش المصري، ومطارداته الساذجة لها في أروقة النادي ولا يكف عن تحين الفرصة للانفراد بها. وإظهار إعجابه الشديد ورغبته الملحة في الارتباط بها. لقد ملت كثيراً مطارداته لها من قبل في النادي وخارج النادي، وكادت يوماً ما أن تنفجر فيه غيظاً في التليفون عندما تلاحقت أنفاسه اضطراباً وهو يرجوها أن تحس به. ولكنها كانت قاسية عنيفة في صده. تذكرت هبة هذا الضابط الولهان، وتذكرت وظيفته الهامة في مكان حساس في القوات المسلحة المصرية.
كاد الضابط الإسرائيلي يطير من الفرح بذلك الصيد الثمين وقد تغيرت الخطة، فبدلا من أن ينحصر دور هبة في اللعب بأدمغة الطلاب العرب الذين يدرسون في الجامعات الفرنسية المختلفة بات من الممكن أن تلعب دورا أكبر وأهم، ولم يضيع ضابط الموساد وقتا ولم تمر سوى أيام معدودات حتى رسم لها خطة لاصطياد فاروق وتجنيده بأي ثمن، حتى لو كان هذا الثمن هو خطبتها له.
في أول أجازة لها بمصر. كانت مهمتها الأساسية تنحصر في تجنيده. وراحت تتردد على نادي الجزيرة مجددا، وتسأل صديقاتها الذين تعجبوا كثيرا لآرائها المتحررة للغاية عن فاروق الذي ظهر بعد فترة قليلة غير مصدق أن الفتاة التي طالما تمناها لنفسه تبحث عنه.
كان فاروق دائم التغيب لفترات، وكانت تلك الفترات فرصة لشجار مفتعل تمكنت من خلاله هبة أن تحصل على بعض المعلومات الأولية عن طبيعة عمل خطيبها العاشق وكانت المفاجأة التي لم تتوقعها أنه يخرج في مهمات عسكرية على جبهة القتال، لتنفيذ مواقع جديدة لصواريخ حصلت عليها مصر سرا من روسيا، وسيكون لها دور فعال أثناء حرب أكتوبر 1973.
وبدأت تدريجياً تسأله عن بعض المعلومات والأسرار الحربية. وبالذات مواقع الصواريخ الجديدة التي وصلت من روسيا. فكان يتباهى أمامها، ويجيء بها بالخرائط زيادة في شرح التفاصيل.
كان فاروق يشعر أمام ثقافة هبة الفرنسية الرفيعة ووجهات نظرها شديدة التحرر بنقص شديد، راح يعوضه بالتباهي أمامها بأهميته ويتكلم في أدق الأسرار العسكرية، وهبة من جانبها تسخر مما يقول حتى كانت المفاجأة التي لم تتوقعها ذات يوم، عندما دعاها إلى بيته وتحدث معها في أدق الأسرار العسكرية قبل أن يفاجئها بعدد من الخرائط العسكرية الخطيرة التي كان يحملها في حقيبة خاصة، ويشرح لها بالتفاصيل أماكن المواقع الجديدة.
أرسلت هبة ما حصلت عليه من معلومات من فاروق إلى باريس حيث ضابط الموساد الذي يتولاها برعايته وأرسل هذه المعلومات من فوره إلى تل أبيب التي سرعان ما توصلت إلى صحة هذه المعلومات وخطورتها فطلبت من رجلها في فرنسا أن يوليها اهتماما كبيرا، باعتبارها عميلة فوق العادة.
كان جهاز المخابرات المصري يبحث عن حل للغز الكبير، والذي كان يتمثل في تدمير مواقع الصواريخ الجديدة أولاً بأول بواسطة الطيران “الإسرائيلي”، وحتى قبل أن يجف البناء وكانت المعلومات كلها تشير إلى وجود “عميل عسكري” يقوم بتسريب معلومات سرية جداً إلى “إسرائيل”.

## خطة القبض عليها
رسمت المخابرات المصرية خطة برئاسة الفريق أول رفعت جبريل من أجل إحضار هبة إلى مصر وعدم هروبها إلى إسرائيل إذا ما اكتشفت أمر خطيبها المعتقل، وكانت الخطة تتضمن أن يسافر اللواء حسن عبد الغني ومعه ضابط آخر من جهاز المخابرات إلى ليبيا لمقابلة والدها الذي كان يشغل وظيفة كبيرة في طرابلس، وإقناعه بأن ابنته هبة التي تدرس في باريس تورطت في عملية خطف طائرة مع منظمة فلسطينية، وأن الشرطة الفرنسية على وشك القبض عليها، وما يهم هو ضرورة هروبها من فرنسا لعدم توريطها، لذا يجب السعى لخروجها من فرنسا لمنع الزج باسم مصر في مثل هذه العمليات الارهابية، وطلب الضابطان من والد هبة أن يساعدهما بأن يطلبها للحضور لرؤيته بزعم أنه مصاب بذبحة صدرية.
أرسل والد هبة برقية عاجلة لابنته فجاء ردها سريعًا ببرقية تطلب منه أن يغادر طرابلس إلى باريس، حيث إنها حجزت له في أكبر المستشفيات هناك، وأنها ستنتظره بسيارة إسعاف في المطار، وأن جميع الترتيبات للمحافظة على صحته قد اتخذت. ولكي لا تترك المخابرات المصرية ثغرة واحدة قد تكشف الخطة بأكملها. فقد أبلغت السلطات الليبية بالقصة الحقيقية، فتعاونت مع الضابطين من أجل اعتقالها. قامت المخابرات الليبية بحجز غرفة في مستشفى طرابلس لوالدها وإفهام الأطباء المسؤولين مهمتهم وما سيقومون به بالضبط، ثم أرسل والدها مجددا لابنته يخبرها بعدم قدرته على السفر إلى باريس لصعوبة حالته. وبالفعل صح ما توقعته المخابرات المصرية إذ أرسل الموساد شخصين للتأكد من وجود والدها في المستشفى الليبي وعندها فقط سمح لها بالسفر على متن طائرة ليبية في اليوم التالي إلى طرابلس.
عندما نزلت هبة عدة درجات من سلم الطائرة في مطار طرابلس الدولي وجدت ضابطين مصريين في انتظارها، صحباها إلى حيث تقف طائرة مصرية على بعد عدة أمتار
فسألتهما: إحنا رايحين فين؟
فرد اللواء حسن عبد الغني: المقدم فاروق عايز يشوفك.
فقالت: هو فين؟
فقال لها: في القاهرة.
صمتت برهة ثم سألت: أمال أنتوا مين؟!
فقال: إحنا المخابرات المصرية.
وعندها أوشكت أن تسقط على الأرض. فأمسكا بها وحملاها حملاً إلى الطائرة التي أقلعت في الحال، بعد أن تأخرت ساعة عن موعد إقلاعها في انتظار الطائرة القادمة من باريس بالهدية الغالية. لقد تعاونت شرطة المطار الليبي في تأمين انتقال الفتاة لعدة أمتار حيث تقف الطائرة المصرية. وذلك تحسباً من وجود مراقب أو أكثر صاحب الفتاة في رحلتها بالطائرة من باريس. قد يقدم على قتل الفتاة قبل أن تكشف أسرار علاقتها بالموساد.

## إعدامها
مثلت هبة أمام القضاء المصري ليصدُر بحقها حكم بالإعدام شنقا بعد محاكمة اعترفت أمامها بجريمتها، وأبدت ندماً كبيراً على خيانتها بل إنها تقدمت بالتماس لرئيس الجمهورية لتخفيف العقوبة لكن التماسها رفض.
وكان وقتها هنري كيسنجر وزير الخارجية الأمريكي قد حضر إلى أسوان لمقابلة الرئيس السادات، في أول زيارة لهُ إلى مصر بعد حرب أكتوبر 1973 وفوجئ السادات بهِ يطلب منهُ بناء على رغبة شخصية من جولدا مائير أن يخفف الحكم عليها، التي كانت تقضي أيامها في أحد السجون المصرية. وفطن السادات أن الطلب سيكون بداية لطلبات أخرى ربما تصل إلى درجة إطلاق سراحها.
فنظر إلى كيسنجر قائلاً: «تخفيف حكم؟ لقد أعدمت».
وعندما سأل كيسنجر بإستغراب: «متى؟!».
رد السادات دون أن ينظر لمدير المخابرات الحربية الذي كان يقف على بعد خطوات وكأنه يصدر له الأمر: «النهارده»
نفذ حكم الإعدام شنقاً في هبة سليم في اليوم نفسه في سجن الاستئناف بحي باب الخلق وسط القاهرة.

## الساعات الأخيرة قبل الإعدام
أما الأيام الأخيرة في حياة هبة سليم فسجلها الكاتب أكرم السعدني على صفحات مجلة «روز اليوسف» نقلًا عن مأمور سجن النساء الذي أكد أنه أدرك منذ اللحظة الأولى التي رآى فيها هبة أنه أمام فتاة دربت على أعلى مستوى ممكن من قبل جهاز الموساد.
وقال" وجدتها بالفعل على درجة من الحذر والحيطة لم أعهدهما في أي إنسان من قبل مع أن عمرها لم يتجاوز في هذا التوقيت 25 عاما وكان التقرير الذي تسلمناه بشأنها قبل تسلمها في سجن القناطر يفيد بأنها شخصية شديدة الخطورة وأن هناك احتمالًا قويًا لقيام أحد أجهزة المخابرات الأجنبية بعملية انتحارية لاختطاف هبة سليم.
وأضاف: لم يظهر على هذه البنت ذات الخمسة وعشرين ربيعا أي مظهر للقلق أو الاكتئاب.. وفي الغالب فإن هذه الفتاة كانت مختلفة في كل شيء.. فالمحكوم عليه بالإعدام دائمًا ما تجده يعيش كل لحظة مما تبقى له في الحياة وهو يقرأ القرآن ويدعو الله أن يغفر له ما اقترفه من ذنب ولكن هبة كانت تقضي وقتها كله في التزين ولبس الباروكات وكان عددها 6، ورش غرفتها بالمبيدات الحشرية والتعطر بالبارفانات الباريسية، لقد كانت أمور الحياة هي شاغلها وليس الموت الذي أصبحت على بعد أيام منه بعد صدور الحكم بإعدامها.. ولكن هبة لم تكن تعترف بهذا الحكم وهي تؤكد لي: أن هناك قوى في الغرب ليست إسرائيل وحدها سوف تجبر القيادة في مصر على إخلاء سبيلي.. وقامت هبة بالفعل بإرسال التماس إلى الرئيس أنور السادات لمنحها عفوًا رئاسيا وكذلك قامت بإرسال خطاب إلى السيدة جيهان السادات عن طريق المجلس الأعلى للمرأة، وبالطبع لم نعلم شيئا عن هذه الخطابات لكونها أرسلتها عن طريق أقاربها وليس عن طريق إدارة السجن ووزارة الداخلية.
وقد أردت التحقق من هذه المعلومات وبالفعل بلغنا أنها أرسلت التماسا إلى السيد الرئيس أنور السادات وأن الالتماس رفض وأصبح الحكم واجب النفاذ!
ويضيف الضابط: علمنا من مصادر رفيعة في الوزارة أن العد التنازلى بدأ وأن ساعة الصفر اقتربت ومعنى هذا أن علينا القيام ببعض الخطوات المهمة والضرورية لإعداد المحكوم عليه لعملية الإعدام ومنها معرفة وزن المحكوم بالضبط، حيث إن بعض المساجين داخل السجن يزداد وزنهم والبعض الآخر ينقص وزنه.. وهذه الخطوة يحدد على أساسها اختيار الحبل المناسب لعملية الإعدام من حيث السمك والطول.
ويستطرد: بات علينا أن نجهز للخطوة الثانية، وهي إعداد مأمورية ترحيل على أعلى مستوى من السرية والتأمين لنقل المحكوم عليها إلى سجن الاستئناف حيث لم يكن بسجن القناطر للنساء غرفة للإعدام وعليه كان لا بد من نقل السجينة إلى سجن الاستئناف على بعد 40 كم. وفي حالة معرفتها بالأمر فهي معرضة إما لنوبات هيستيرية أو صحية قد تؤثر على توقيت عملية الإعدام.. وهنا وحتى لا يتسرب الخبر إلى أي من العاملين بالسجن أو خشية من أن يقوم أحد ضعاف النفوس بتسريب الخبر إلى هبة فقد أحضرتها إلى مكتبي في الصباح الباكر وقلت لها إن ما سوف أخبرها به أمر على درجة عالية من السرية.. أومأت برأسها.. فأكملت وقلت: لقد وردنا للتو إخطار يفيد بضرورة ترحيل المسجونة هبة سليم على الفور إلى القاهرة للبت في الالتماس المقدم منها إلى السيد رئيس الجمهورية، وساعتها انفجرت ينابيع السعادة على وجه هبة التي قالت: أنا أكدت لك من قبل أنني لن أخرج من هنا إلى حبل الإعدام ولكن إلى مطار القاهرة إن شاء الله.. وأنا أنظر إليها للمرة الأخيرة قلت: طالما سيتم النظر في الالتماس أتصور أننا ربما لن نلتقي ثانية.. أتمنى لك رحلة طيبة وهي تبتسم قالت: حاولت أن أشرح لك أنني لست جاسوسة ولكن أنا أعمل من أجل الحفاظ على الجنس البشري من الدمار وخلفي دول ومؤسسات دولية تدعمني.. وهنا استأذنت وانصرفت فأخذتها حارستها الشخصية في تمام الساعة السابعة صباحا وبدأ الموكب يتحرك وقد تم تأمين الطريق بالكامل من قبل كل الأجهزة الأمنية في الدولة، وقد رافق هبة أحد الزملاء الأفاضل وهو المقدم فوزي الذي تحول إلى سمّيع طوال ساعة كاملة وهبة تتكلم فيها وليست معه ولكنها سألت عن الشخصية التي سوف تلتقى ولم تلق ردًا.. فخمنت وقالت ربما السيدة جيهان السادات.
ويكمل: لم يستطع فوزي أن يفتح فمه بكلمة واحدة لأسباب نفسية، فالضابط في النهاية بشر وإنسان ولديه مشاعر وأحاسيس فهو يقتاد فتاة في مقتبل العمر كي ينفذ فيها حكم الإعدام شنقا.. وكان المقدم فوزي يفكر في الحياة والموت وما يفصل هذه الفتاة عن حبل المشنقة إنه الطريق من القناطر إلى الاستئناف.. وفجأة انقطع هذا السيل من الكلام الذي انساب على لسان هبة وتوقف هذا الشلال من التفكير الذي دار في عقل فوزي، وبمجرد أن دخلت السيارة إلى سجن الاستئناف صمتت هبة وهي ترقب المشهد المرعب وبعد ذلك وهي تتفقد اللجنة المشكلة لتنفيذ الإعدام، وهي مكونة من رئيس النيابة العسكرية ومفتش مصلحة السجون ومندوب الأمن العام وطبيب السجن والواعظ الديني.. وهنا بلغت هبة نقطة الانقلاب في المزاج وفي التوازن وفي التفاؤل الذي كان، وفي الأمل الذي انعقد على قبول الالتماس، كل ذلك انقلب إلى النقيض ودخلت في الانهيار وبدأت تهذي وتتساءل عن الالتماس وعن منظمات حقوق الإنسان وعن رئيس الجمهورية والسيدة حرمه وموشيه دايان وجهاز الموساد الذي لا يتخلى مطلقا عن أبنائه المخلصين.
ويكمل: اقتيدت هبة إلى فناء الدور الأرضي بسجن الاستئناف أمام حجرة الإعدام واصطفت اللجنة والحراس وبدأ المأمور يتلو ملخص حيثيات الحكم وما تبعه من استنفاد طرق الطعن وتصديق رئيس الجمهورية على التنفيذ ثم تلا بعد ذلك ساعة وتاريخ التنفيذ وسألها ممثل النيابة عما إذا كان لها مطالب فلم تجب ثم أعاد سؤالها فقالت: أين الالتماس المقدم للسادات فتقدم الواعظ لإنطاقها بالشهادة واقتيدت لغرفة تنفيذ الحكم.
ويكمل الضابط شهادته بالقول إنه "بعد أيام من الإعدام بلغنا ما هو أهم من ذلك.. وهي معلومة ينبغى أن نسجلها للتاريخ فقد صارحنا أحد الأصدقاء الذي كان يشغل منصبا رفيعا بجوار الرئيس أن السادات في أحد لقاءاته مع مناحم بيجين رئيس وزراء إسرائيل طرح اسم هبة سليم وطالب الرئيس السادات أن يبدي بعضا من حسن الصنيع لإسرائيل بمنح هبة عفوا رئاسيا.. ولكن السادات عظيم الدهاء أكد لبيجن أن هذه الفتاة قد نفذ فيها حكم الإعدام بالفعل وأن الأمر لم يصل إلى وسائل الإعلام بعد!! حتى يقطع أي طريق على بيجن لطرح مزيد من الأسئلة حول هبة وحتى لا تتحول إلى ورقة للضغط أو المساومة، وبعد هذا اللقاء مباشرة جاء أمر رئاسى باستعجال تنفيذ الحكم على مواطنة مصرية ارتكبت جريمة الخيانة العظمى للوطن.
أما عن عملية إعدام هبة.. فيؤكد ضابط سجن القناطر أنه لم يحضرها ولكن صديق له حضرها.. وحكى له أن السجان بدأ يربط يديها من الخلف ووضع الطاقية السوداء على رأسها ثم قام بوضعها على طبلية الإعدام انتظارا لإشارة مأمور التنفيذ.. ويضيف: أستطيع أن أقول أنه بمجرد فتح الطبلية تشعر بأن قلبك سقط في قدميك.. أما العشماوي فإن اسمه الرسمي الجلاد ومساعده أذكره جيدا حتى يومنا هذا واسمه فتحي سلطان، كلما فتح طبلية الإعدام جلس على الأرض وطلب سيجارة ودخل في نوبة اكتئاب طويلة.. والحق أقول إنني عانيت خلال الـ12 عملية إعدام التي حضرتها من نفس هذه الأعراض.   

## أدب وسينما
كتب الكاتب صالح مرسي رواية الصعود إلي الهاوية التي اقتبست عن قصة هبة سليم، وتحولت لاحقاً إلى فيلم سينمائي، وجسدت فيهِ الممثلة مديحة كامل دور هبة ولكن بأسم آخر هو عبلة كامل، أما الممثل محمود ياسين فقد أدى دور ضابط المخابرات المصرية.

## وصلات خارجية
- قصة اصطياد الجاسوسة هبة سليم الجزء الأول / الجزء الثاني / الجزء الثالث
- فيلم المخابرات العامة المصرية «كلمة وطن»
- فيلم الصعود  إلى الهاوية على يوتيوب